# Lichfield
Lichfield – miasto o statusie city i civil parish w Wielkiej Brytanii, w Anglii, w regionie West Midlands, hrabstwo Staffordshire, w dystrykcie Lichfield. Siedziba biskupstwa.
W 2011 roku civil parish liczyła 32 219 mieszkańców. Lichfield zostało wspomniane w Domesday Book (1086) jako Lece/Licefelle.

## Zabytki
- katedra (XIII-XIV w.)
- szpital (XV w.)

## Miasta partnerskie
- Limburg an der Lahn
- Sainte-Foy-lès-Lyon